# Associazione Calcio Milan 1957-1958
Questa voce raccoglie le informazioni riguardanti l'Associazione Calcio Milan nelle competizioni ufficiali della stagione 1957-1958.

## Stagione

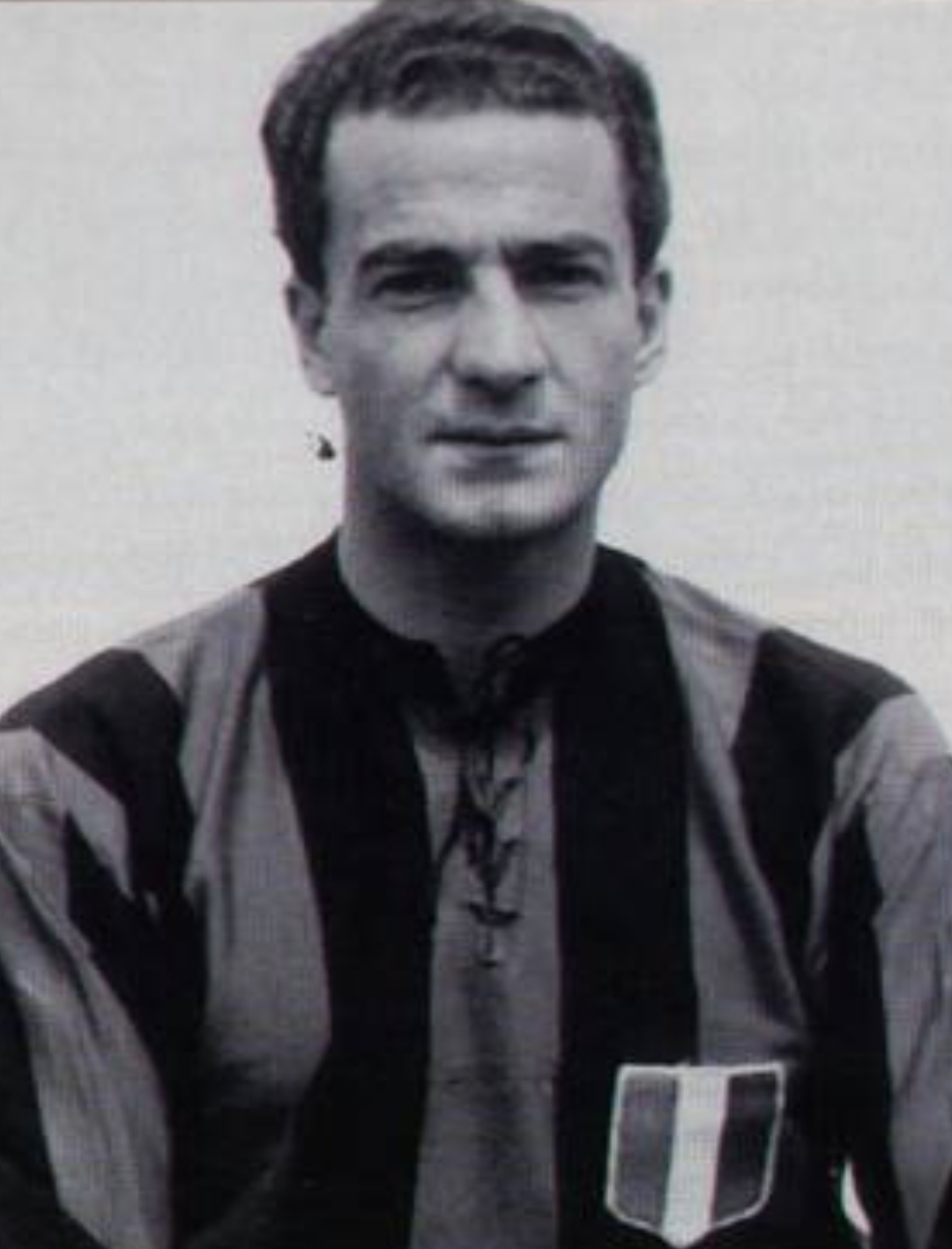
Ernesto Grillo: nuovo acquisto e marcatore nella finale di Coppa dei Campioni 1957-58

In questa stagione Gipo Viani viene confermato sulla panchina dei rossoneri. La società è protagonista del mercato estivo, e si aggiudica le prestazioni di Ernesto Grillo e Giancarlo Danova. Vengono aggregati alla prima squadra per le partite di Coppa Italia Giovanni Trapattoni, acquistato dal Cusano Milanino, e Mario Trebbi, che proviene dalle giovanili.
In campionato i rossoneri collezionano solo una vittoria nelle prime 14 partite. Alla fine chiudono noni, a pari punti con l'Inter e l'Udinese, a soli 4 punti dalla retrocessa Atalanta.
In Coppa Italia 1958 (manifestazione reistituita dalla FIGC dopo 15 anni) il Milan si qualifica per i quarti di finale dopo aver vinto il girone eliminatorio davanti all'Inter, con cui gioca il primo derby assoluto in questa competizione (vinto per 3-2). L'ultimo incontro del girone di qualificazione di questa edizione della Coppa Italia è disputato il 9 luglio, quindi dopo il termine della stagione. I quarti di finale sono giocati il 6 settembre e pertanto fanno parte della stagione 1958-1959.
L'unica soddisfazione stagionale potrebbe arrivare in ambito europeo. I rossoneri, alla loro seconda partecipazione in Coppa dei Campioni, conquistano la finale. Durante il cammino verso Bruxelles, sede dell'ultimo atto, incrociano il Rapid Vienna, superato in seguito ad uno spareggio vinto 4-2, necessario in quanto il risultato totale al termine del doppio confronto fu di 6-6 con il Milan vincitore per 4-1 a Milano e sconfitto 5-2 in Austria. È poi la volta di Rangers, Borussia Dortmund e Manchester United eliminati rispettivamente agli ottavi, ai quarti e in semifinale coi punteggi complessivi di 6-1, 5-2 e 5-2. In finale la squadra trova i campioni in carica del Real Madrid. I rossoneri si schierano in campo con Narciso Soldan tra i pali, Alfio Fontana, Cesare Maldini, Eros Beraldo, Mario Bergamaschi, Luigi Radice, Giancarlo Danova, Nils Liedholm, Juan Alberto Schiaffino, Ernesto Grillo e Ernesto Cucchiaroni. Come Stade Reims e Fiorentina, finalisti contro i Blancos nelle due edizioni precedenti, anche il Milan è costretto ad arrendersi ai campioni guidati da Luis Carniglia, anche se lo fa solo ai supplementari dopo essere passato in vantaggio due volte durante i 90' grazie alle reti di Schiaffino e Grillo. Il risultato dopo i 120' è di 3-2 con il madridista Gento che segna la rete decisiva nei tempi supplementari.

## Divise
| Casa | Trasferta |

## Organigramma societario
Area direttiva
- Presidente: Andrea Rizzoli
- Vice presidenti: Giangerolamo Carraro

Area tecnica
- Allenatore: Giuseppe Viani
Luigi Bonizzoni (per la Coppa Italia)
- Vice allenatore: Felice Arienti
- Preparatore atletico: Elliott Van Zandt

Area sanitaria
- Medico sociale: Pier Giovanni Scotti
- Massaggiatore: Giuseppe Campagnoli, Carlo Tresoldi (massaggiatore)|Carlo Tresoldi

## Rosa
| N. |                     | Ruolo | Calciatore                     |
| -- | ------------------- | ----- | ------------------------------ |
|    | Italia (bandiera)   | P     | Luciano Alfieri                |
|    | Italia (bandiera)   | P     | Lorenzo Buffon (vice capitano) |
|    | Italia (bandiera)   | P     | Bruno Ducati                   |
|    | Italia (bandiera)   | P     | Narciso Soldan                 |
|    | Italia (bandiera)   | D     | Mario Bergamaschi              |
|    | Italia (bandiera)   | D     | Eros Fassetta                  |
|    | Italia (bandiera)   | D     | Cesare Maldini                 |
|    | Italia (bandiera)   | D     | Luigi Radice                   |
|    | Italia (bandiera)   | D     | Sandro Salvadore               |
|    | Italia (bandiera)   | D     | Giovanni Trapattoni            |
|    | Italia (bandiera)   | D     | Mario Trebbi                   |
|    | Italia (bandiera)   | D     | Francesco Zagatti              |
|    | Italia (bandiera)   | C     | Giancarlo Beltrami             |
|    | Italia (bandiera)   | C     | Eros Beraldo                   |
|    | Norvegia (bandiera) | C     | Per Bredesen                   |

| N. |                      | Ruolo | Calciatore               |
| -- | -------------------- | ----- | ------------------------ |
|    | Italia (bandiera)    | C     | Alfio Fontana            |
|    | Argentina (bandiera) | C     | Ernesto Grillo           |
|    | Svezia (bandiera)    | C     | Nils Liedholm (capitano) |
|    | Italia (bandiera)    | C     | Amos Mariani             |
|    | Italia (bandiera)    | C     | Giancarlo Migliavacca    |
|    | Italia (bandiera)    | C     | Cesare Reina             |
|    | Uruguay (bandiera)   | C     | Juan Alberto Schiaffino  |
|    | Italia (bandiera)    | C     | Luigi Zannier            |
|    | Italia (bandiera)    | A     | Giancarlo Bacci          |
|    | Italia (bandiera)    | A     | Dario Baruffi            |
|    | Italia (bandiera)    | A     | Gastone Bean             |
|    | Argentina (bandiera) | A     | Ernesto Cucchiaroni      |
|    | Italia (bandiera)    | A     | Giancarlo Danova         |
|    | Italia (bandiera)    | A     | Carlo Galli              |
|    | Italia (bandiera)    | A     | Pietro Testa             |

## Calciomercato
| Acquisti | Acquisti              | Acquisti        | Acquisti |
| R.       | Nome                  | da              | Modalità |
| -------- | --------------------- | --------------- | -------- |
| P        | Luciano Alfieri       | Siracusa        | -        |
| A        | Giancarlo Bacci       | Torino          | -        |
| A        | Giancarlo Danova      | Spezia          | -        |
| P        | Bruno Ducati          | Parma           | -        |
| D        | Eros Fassetta         | Monza           | -        |
| C        | Ernesto Grillo        | Independiente   | -        |
| C        | Giancarlo Migliavacca | Piacenza        | -        |
| C        | Giovanni Trapattoni   | Cusano Milanino | -        |

| Cessioni | Cessioni        | Cessioni | Cessioni |
| R.       | Nome            | a        | Modalità |
| -------- | --------------- | -------- | -------- |
| C        | Osvaldo Bagnoli | Verona   | -        |
| A        | Emiliano Farina | Cagliari | -        |
| A        | Walter Gómez    | Palermo  | -        |
| A        | Gianni Meanti   | Cagliari | -        |

## Risultati

### Serie A

#### Girone di andata
| Arbitro: | Bonetto (Torino) |

|           |           |            |
| David 29’ | Marcatori | 63’ Grillo |

| Arbitro: | Rigato (Mestre) |

|               |           |                                |
| Bean 27’, 76’ | Marcatori | 42’ Brugola 59’ (aut.) Maldini |

| Alessandria 22 settembre 1957 3ª giornata | Alessandria         | 0 – 0 | Milan | Stadio Giuseppe Moccagatta (25 000 spett.)\| Arbitro: \| Lo Bello (Siracusa) \| |
| Arbitro:                                  | Lo Bello (Siracusa) |       |       |                                                                                 |

| Arbitro: | Menchini (Udine) |

|  |           |             |
|  | Marcatori | 13’ Recagno |

| Arbitro: | Lo Bello (Siracusa) |

|                     |           |  |
| Vincenzi 54’ (rig.) | Marcatori |  |

| Arbitro: | Grill |

|            |           |             |
| Tonini 43’ | Marcatori | 69’ Mariani |

| Arbitro: | Lequesne |

|          |           |            |
| Bean 59’ | Marcatori | 34’ Sivori |

| Arbitro: | Maurelli (Roma) |

|                                                |           |  |
| Cucchiaroni 30’ Bean 48’, 57’, 81’ Mariani 73’ | Marcatori |  |

| Arbitro: | Pieri (Trieste) |

|                                          |           |                      |
| Zannier 33’ (aut.) Ricagni 37’ Bacci 53’ | Marcatori | 43’ Bean 54’ Zannier |

| Arbitro: | Bonetto (Torino) |

|                |           |            |
| Schiaffino 89’ | Marcatori | 65’ Hamrin |

| Arbitro: | Groppi |

|           |           |          |
| Tozzi 10’ | Marcatori | 42’ Bean |

| Arbitro: | Liverani (Torino) |

|  |           |               |
|  | Marcatori | 48’ Pivatelli |

| Arbitro: | Seipelt |

|          |           |              |
| Galli 7’ | Marcatori | 87’ Da Costa |

| Arbitro: | Liverani (Torino) |

|                                                  |           |                                       |
| Del Vecchio 37’, 71’ Basiliani 48’ Gundersen 83’ | Marcatori | 6’ Galli 23’ Bean 89’ (rig.) Liedholm |

| Arbitro: | Maurelli (Roma) |

|                              |           |             |
| Bean 52’ Liedholm 63’ (rig.) | Marcatori | 22’ Virgili |

| Arbitro: | Moriconi (Roma) |

|               |           |                                                                           |
| Campanini 36’ | Marcatori | 20’ (rig.) Liedholm 44’ Schiaffino 69’ Grillo 85’ Fontana 88’ Cucchiaroni |

| Arbitro: | Jonni (Macerata) |

|              |           |            |
| Frignani 33’ | Marcatori | 47’ Grillo |

#### Girone di ritorno
| Arbitro: | Ubezio (Novara) |

|                                       |           |             |
| Galli 39’, 54’ Mariani 42’ Grillo 88’ | Marcatori | 51’ Savoini |

| Arbitro: | Rigato (Mestre) |

|            |           |  |
| Pesaola 6’ | Marcatori |  |

| Arbitro: | Gambarotta (Genova) |

|           |           |             |
| Galli 64’ | Marcatori | 83’ Savioni |

| Arbitro: | Bonetto (Torino) |

|  |           |                 |
|  | Marcatori | 68’, 71’ Danova |

| Arbitro: | Jonni (Macerata) |

|                       |           |                         |
| Galli 37’ Mariani 52’ | Marcatori | 26’ Lorenzi 58’ Masiero |

| Arbitro: | Ubezio (Novara) |

|           |           |             |
| Galli 52’ | Marcatori | 22’ Bettini |

| Arbitro: | Moriconi (Roma) |

|             |           |  |
| Charles 52’ | Marcatori |  |

| Arbitro: | Bonetto (Torino) |

|           |           |  |
| Conti 53’ | Marcatori |  |

| Arbitro: | Steiner |

|                                                                |           |  |
| Cucchiaroni 18’ Liedholm 61’ Danova 79’ Brancaleoni 84’ (aut.) | Marcatori |  |

| Arbitro: | Maurelli (Roma) |

|                                    |           |                        |
| Brighenti 17’, 18’ Moro 75’ (rig.) | Marcatori | 55’ Grillo 90’ Mariani |

| Arbitro: | Bonetto (Torino) |

|                                                 |           |                |
| Galli 5’, 18’, 39’, 48’, 50’ (rig.) Mariani 49’ | Marcatori | 76’ Muccinelli |

| Bologna 20 aprile 1958 29ª giornata | Bologna          | 0 – 0 | Milan | Stadio Comunale (20 000 spett.)\| Arbitro: \| Jonni (Macerata) \| |
| Arbitro:                            | Jonni (Macerata) |       |       |                                                                   |

| Arbitro: | Liverani (Torino) |

|                                |           |                                      |
| Lojodice 6’, 44’ Guarnacci 20’ | Marcatori | 56’ Fontana 77’ Liedholm 83’ Mariani |

| Arbitro: | Lo Bello (Siracusa) |

|                             |           |  |
| Fontana 33’ Cucchiaroni 36’ | Marcatori |  |

| Arbitro: | Moriconi (Roma) |

|                                           |           |                                    |
| Lojacono 9’, 67’ Magnini 38’ Bizzarri 44’ | Marcatori | 60’, 70’ Danova 85’ (rig.) Zagatti |

| Arbitro: | Jonni (Macerata) |

|                                                    |           |                          |
| Schiaffino 11’ Liedholm 58’ (rig.), 77’ Grillo 88’ | Marcatori | 62’ Sandell 76’ Broccini |

| Arbitro: | Angelini (Firenze) |

|                    |           |                                        |
| Fontana 51’ (rig.) | Marcatori | 17’, 23’ Abbadie 37’, 78’, 82’ Barison |

### Coppa Italia

#### Fase a gironi
| Arbitro: | Gambarotta (Genova) |

|  |           |                                                       |
|  | Marcatori | 19’ Grillo 24’ Schiaffino 27’ Fontana 29’, 55’ Danova |

| Arbitro: | Bonetto (Torino) |

|                                       |           |                         |
| Cucchiaroni 27’ Danova 46’ Grillo 86’ | Marcatori | 37’ Savioni 58’ Tinazzi |

| Arbitro: | Liverani (Torino) |

|               |           |                                                 |
| Fraschini 36’ | Marcatori | 10’ Galli 37’ Bredesen 55’ Bacci 57’ Schiaffino |

| Arbitro: | Baldassarre (Udine) |

|                                      |           |             |
| Galli 15’ (rig.), 59’, 63’ Bacci 60’ | Marcatori | 21’ Baldini |

| Arbitro: | Angelini (Firenze) |

|            |           |            |
| Massei 61’ | Marcatori | 13’ Danova |

| Arbitro: | Babini (Ravenna) |

|           |           |  |
| Galli 46’ | Marcatori |  |

#### Fase finale
| Milano 6 settembre 1958 Quarti di finale                                                      | Milan     | 2 – 4                               | Bologna | Stadio San Siro |
| \| \| \| \| \| Altafini 40’ Danova 56’ \| Marcatori \| 24’ Vukas 48’, 81’ Perani 67’ Fogli \| |           |                                     |         |                 |
|                                                                                               |           |                                     |         |                 |
| Altafini 40’ Danova 56’                                                                       | Marcatori | 24’ Vukas 48’, 81’ Perani 67’ Fogli |         |                 |

### Coppa dei Campioni

#### Eliminatorie
| Arbitro: | Blanco |

|                                                |           |            |
| Grillo 1’ Bean 8’ Höltl 74’ (aut.) Mariani 83’ | Marcatori | 57’ Dienst |

| Arbitro: | Zariquiegui |

|                                                           |           |                     |
| Körner 1’ Dienst 31’ Bertalan 57’ Riegler 62’ Hanappi 78’ | Marcatori | 19’ Grillo 77’ Bean |

| Arbitro: | Mellet |

|                                             |           |                                |
| Bean 8’, 83’ Bergamaschi 41’ Schiaffino 55’ | Marcatori | 37’ (rig.) Happel 72’ Bertalan |

#### Fase finale
| Arbitro: | Asensi |

|            |           |                                      |
| Murray 32’ | Marcatori | 74’, 84’ Grillo 80’ Baruffi 86’ Bean |

| Arbitro: | Ortiz de Mendibil |

|                       |           |  |
| Baruffi 37’ Galli 48’ | Marcatori |  |

| Arbitro: | Ellis |

|                        |           |           |
| Bergamaschi 90’ (aut.) | Marcatori | 44’ Galli |

| Arbitro: | Ellis |

|                                                   |           |              |
| Cucchiaroni 11’ Liedholm 21’ Galli 63’ Grillo 86’ | Marcatori | 37’ Preißler |

| Arbitro: | Helge |

|                               |           |                |
| Viollet 39’ Taylor 80’ (rig.) | Marcatori | 24’ Schiaffino |

| Arbitro: | Dusch |

|                                                   |           |  |
| Schiaffino 2’, 76’ Liedholm 50’ (rig.) Danova 68’ | Marcatori |  |

| Arbitro: | Alsteen |

|                                    |           |                           |
| Di Stefano 74’ Rial 79’ Gento 107’ | Marcatori | 60’ Schiaffino 78’ Grillo |

## Statistiche

### Statistiche di squadra
| Competizione       | Punti | In casa | In casa | In casa | In casa | In casa | In casa | In trasferta | In trasferta | In trasferta | In trasferta | In trasferta | In trasferta | Totale | Totale | Totale | Totale | Totale | Totale | DR  |
| Competizione       | Punti | G       | V       | N       | P       | Gf      | Gs      | G            | V            | N            | P            | Gf           | Gs           | G      | V      | N      | P      | Gf     | Gs     | DR  |
| ------------------ | ----- | ------- | ------- | ------- | ------- | ------- | ------- | ------------ | ------------ | ------------ | ------------ | ------------ | ------------ | ------ | ------ | ------ | ------ | ------ | ------ | --- |
| Serie A            | 32    | 17      | 7       | 7       | 3       | 37      | 21      | 17           | 2            | 7            | 8            | 24           | 26           | 34     | 9      | 4      | 11     | 61     | 47     | +14 |
| Coppa Italia       | -     | 6       | 4       | 0       | 2       | 18      | 9       | 3            | 2            | 1            | 0            | 10           | 2            | 9      | 6      | 1      | 2      | 28     | 11     | +17 |
| Coppa dei Campioni | -     | 5       | 5       | 0       | 0       | 18      | 4       | 5            | 1            | 1            | 3            | 10           | 12           | 10     | 6      | 1      | 3      | 28     | 16     | +12 |
| Totale             | -     | 28      | 16      | 7       | 5       | 73      | 34      | 25           | 5            | 9            | 11           | 44           | 40           | 53     | 21     | 16     | 16     | 117    | 74     | +43 |

### Statistiche dei giocatori
| Giocatore        | Serie A  | Serie A | Coppa Italia | Coppa Italia | Coppa dei Campioni | Coppa dei Campioni | Totale   | Totale |
| Giocatore        | Presenze | Reti    | Presenze     | Reti         | Presenze           | Reti               | Presenze | Reti   |
| ---------------- | -------- | ------- | ------------ | ------------ | ------------------ | ------------------ | -------- | ------ |
| L. Alfieri       | 1        | 0       | 0            | 0            | 0                  | 0                  | 1        | 0      |
| G. Bacci         | 0        | 0       | 2            | 2            | 0                  | 0                  | 2        | 2      |
| D. Baruffi       | 5        | 0       | 0            | 0            | 4                  | 2                  | 9        | 2      |
| G. Bean          | 18       | 10      | 0            | 0            | 5                  | 5                  | 23       | 15     |
| G. Beltrami      | 1        | 0       | 1            | 0            | 0                  | 0                  | 2        | 0      |
| E. Beraldo       | 20       | 0       | 6            | 0            | 9                  | 0                  | 35       | 0      |
| M. Bergamaschi   | 28       | 0       | 5            | 0            | 9                  | 1                  | 42       | 1      |
| P. Bredesen      | 0        | 0       | 4            | 1            | 2                  | 0                  | 6        | 1      |
| L. Buffon        | 22       | -34     | 4            | -3           | 7                  | -10                | 33       | -47    |
| E. Cucchiaroni   | 27       | 4       | 3            | 1            | 6                  | 1                  | 36       | 6      |
| G. Danova        | 9        | 5       | 4            | 4            | 2                  | 1                  | 15       | 10     |
| B. Ducati        | 0        | 0       | 3            | -1           | 0                  | 0                  | 3        | -1     |
| E. Fassetta      | 1        | 0       | 0            | 0            | 0                  | 0                  | 1        | 0      |
| A. Fontana       | 32       | 4       | 4            | 1            | 8                  | 0                  | 44       | 5      |
| C. Galli         | 14       | 12      | 4            | 5            | 3                  | 3                  | 21       | 20     |
| E. Grillo        | 30       | 6       | 2            | 2            | 8                  | 6                  | 40       | 14     |
| N. Liedholm      | 24       | 7       | 0            | 0            | 8                  | 2                  | 32       | 9      |
| C. Maldini       | 32       | 0       | 1            | 0            | 8                  | 0                  | 41       | 0      |
| A. Mariani       | 26       | 7       | 4            | 0            | 6                  | 1                  | 36       | 8      |
| G. Migliavacca   | 3        | 0       | 1            | 0            | 0                  | 0                  | 4        | 0      |
| L. Radice        | 9        | 0       | 4            | 0            | 2                  | 0                  | 15       | 0      |
| C. Reina         | 1        | 0       | 2            | 0            | 0                  | 0                  | 3        | 0      |
| S. Salvadore     | 0        | 0       | 1            | 0            | 0                  | 0                  | 1        | 0      |
| J. A. Schiaffino | 17       | 3       | 3            | 2            | 6                  | 5                  | 26       | 10     |
| N. Soldan        | 11       | -12     | 5            | -7           | 3                  | -6                 | 19       | -25    |
| P. Testa         | 0        | 0       | 1            | 0            | 0                  | 0                  | 1        | 0      |
| G. Trapattoni    | 0        | 0       | 2            | 0            | 0                  | 0                  | 2        | 0      |
| M. Trebbi        | 0        | 0       | 1            | 0            | 0                  | 0                  | 1        | 0      |
| F. Zagatti       | 24       | 1       | 5            | 0            | 5                  | 0                  | 34       | 1      |
| L. Zannier       | 19       | 1       | 5            | 0            | 7                  | 0                  | 31       | 1      |